# Desmaraisville
Desmaraisville est un hameau du Québec faisant partie de la municipalité d'Eeyou Istchee Baie-James. Il est situé à environ 25 km de Miquelon via la route 113 et à 25 km du village cri de Waswanipi.
Ancien village minier, il ne compte plus aujourd'hui qu'une poignée d'habitants.

## Histoire
En 1947, un gisement de zinc est découvert sur le territoire de l'actuel hameau. Le village est fondé en 1956, comme Miquelon, avec la construction du chemin de fer du Canadien National reliant l'Abitibi et Chibougamau. Celui-ci est inauguré l'année suivante.
De 1961 à 1967, la mine Coniagas y exploite le gisement. Sa production s'élève à 61 000 tonnes de zinc. Les frais d'exploitation sont toutefois jugés trop élevés, et la mine cesse toutefois ses activités. Entre 1982 et 1992, la mines d'or du lac Shortt est en opération. Entre 1982 et 1989, la mine d'or du lac Bachelor y extrait plus de 130 000 onces d'or. Le site est racheté en 2004 par l'entreprise Ressources Métanor. La mine du lac Bachelor entre en opération en 2013.

## Administration
Le hameau de Desmaraisville est administré dès 1971 par la Municipalité de la Baie-James. Dissoute en 2013, elle est remplacée par le Gouvernement régional Eeyou Istchee Baie-James, qui administre notamment les affaires du hameau.

## Toponymie
Desmaraisville est nommé en l'honneur d'Aldée Desmarais, évêque du diocèse d’Amos, de 1939 à 1968.